# Мізері (роман)
«Мізері» (англ. Misery) — роман американського письменника Стівена Кінга, написаний у жанрі психологічного трилера. Уперше опублікований 1987 року видавництвом Viking Press.
В основі сюжету твору закладено стосунки двох героїв книги — популярного письменника Пола Шелдона та його психопатичної шанувальниці Енні Вілкс. Потрапивши в автокатастрофу, Пол отримав серйозні травми. Колишня медсестра Енні привозить його до свого дому, де письменник одержує дози знеболюючого та лікування. Поступово герой розуміє, що він ув'язнений і зобов'язаний виконувати забаганки своєї рятівниці.
Назва роману, що в перекладі означає «Страдництво», мала декілька сенсів. З одного боку, саме це є ім'ям головної героїні книг Пола Шелдона; з іншого, сам автор схожою емоцією характеризував свій стан у період написання твору. Історію створення «Мізері» Кінг виклав у своїх літературознавчих мемуарах, згадуючи, що образ Енні Вілкс і зав'язка історії прийшли до нього уві сні.
Роман удостоївся премії Брема Стокера, а також номінувався на Всесвітню премію фентезі. Критика «Мізері» була позитивною. Рецензенти хвалили Кінга за відхід від класичного містичного напряму його книг, а також особливо зауважували паралелі з особистим життям письменника та вдале дослідження тематики стосунків знаменитостей і їх прихильників. Роман, зайнявши четверте місце в списку бестселерів року, був екранізований 1990 року американським режисером Робом Райнером.

## Сюжет
Пол Шелдон — автор серії популярних романів про героїню Мізері Честейн. Але він, попри успіх, вважає ці романи низькопробними, тому пише новий, «серйозний» кримінальний роман. Пол напивається та їде до Лос-Анджелеса замість того, щоб летіти додому в Нью-Йорк. Він потрапляє у заметіль і розбивається на авто в віддаленому містечку Сайдвіндер.
Отямившись, Пол виявляє, що його врятувала Енні Вілкс, місцева колишня медсестра, фанатка романів про Мізері. Вона відмовляється везти Пола до лікарні, попри те, що в письменника зламані ноги, але турбується про нього. Вона має незаконний запас знеболювального, яке дає Полу, спричиняючи в нього залежність. Енні випадково знаходить рукопис нового роману, який не подобається їй через похмуру тему та ненормативну лексику. Пол розуміє, що Енні психічно хвора: в неї трапляється то кататонія, то раптові напади люті,  а також вона по-дитячому лається. Коли вона дізнається про смерть Мізері в останньому романі, то замикає Пола самого в будинку без їжі, води та знеболювальних. Протягом цього часу Пол оглядає свої ноги і бачить, що вони зламані через аварію.
Потім Енні повертається та змушує ослаблого Пола спалити рукопис в обмін на знеболювальне. Енні дає йому стару друкарську машинку, папір і інвалідний візок, щоб письменник створив інший роман про Мізері, який її влаштує. Пол починає друкувати книгу «Повернення Мізері», в якому виявляється, що героїня не померла, а була похована живцем у стані коми. Він дає Енні читати незавершений роман і заповнити пропущені місця, де повинна бути літера «н» (її не друкує через поломку машинки).
Під час відсутності Енні, Полу декілька разів вдається покинути свою кімнату та обшукати будинок. Він знаходить альбом, повний газетних вирізок про смерті, які свідчать, що Енні — серійна вбивця, що вбила сусідню родину, власного батька, сусіда по кімнаті, а також багато літніх пацієнтів, важко поранених і немовлят, у яких, як вона вважає, немає душі. Однак, за браком доказів, Енні була виправдана в суді. Коли Енні виявляє, що Пол покидав кімнату, вона відрубує йому стопу сокирою та припікає паяльною лампою.
Минає декілька місяців, Пол не може більше друкувати, бо клавіші друкарської машинки зламалися. Письменник відмовляється розповісти Енні, чим закінчиться роман, за що вона відрізає йому великий палець і погрожує, що змусить Пола з'їсти його. Вона диктує як не слід змінювати фінал, згадуючи сюжетний поворот із серіалу «Людина-ракета», який дивилася в дитинстві.
Патрульний тим часом розшукує Пола та вирішує оглянути будинок Енні. Енні вбиває патрульного, переїхавши його своєю газонокосаркою, а останки ховає. Задля забезпечення собі алібі, Енні готує фальшиві докази того, що патрульний нібито покинув її будинок живим. Зникнення державного службовця привертає увагу правоохоронних органів і ЗМІ, тому Енні переселяє Пола в підвал. Розуміючи, що Енні не збирається його звільняти, Пол вигадує план порятунку.
Знаючи, що Енні хоче володіти рукописом, Пол підпалює його. Поки Енні намагається врятувати сторінки, він кидає в неї друкарську машинку. Після жорстокої бійки Полу вдається замкнути Енні в кімнаті та втекти. Потім Пола знаходить поліція, що прийшла на пошуки патрульного. Енні, як з'ясовується, отямилася та втекла крізь вікно, але, плануючи вбити Пола бензопилкою, померла від отриманих травм у сараї.
Повернувшись до Нью-Йорка, Пол видає «Повернення Мізері». Книга стає міжнародним бестселером через інтерес до обставин, за яких її було написано. Письменник тепер ходить із протезом, але більше не може писати, стає алкоголіком і йому ввижається Енні. Пол відмовляється створити документальну книгу про своє ув'язнення, бо вважає, що не зможе бути об'єктивним. І все ж, одного разу він випадково знаходить натхнення, щоб продовжити писати. Пол бачить дитину, що везе скунса, і незвичайність цієї ситуації спонукає письменника придумати їй пояснення.

## Історія написання
Ідея написання роману виникла у Стівена Кінга після прочитання оповідання Евелін Во «Людина, яка любила Діккенса», у якому йшлося про людину, яку утримували у полоні у Південній Америці і примушували читати своїм тюремникам твори Чарльза Діккенса. Під час подорожі літаком до Лондона Кінгу приснилося це оповідання і він намагався уявити, що сталося б, якщо сам Діккенс опинився в ув'язненні. Таким чином виникла ідея написати роман, у якому письменник сам став жертвою своїх читачів.

## Екранізація
У 1990 році вийшов однойменний фільм на основі роману, знятий Бобом Райнером, де головну роль Енні Вілкс зіграла Кеті Бейтс, а роль Пола Шелдона зіграв Джеймс Каан. За свою роль у фільмі Кеті Бейтс отримала премії Оскар і Золотий Глобус. В екранізації також були відсутні деякі особливо жахливі моменти роману, з тим щоб не відлякувати широке коло глядачів від перегляду фільму.
Сценічна адаптація Сімона Мура була адаптована для радіо та транслювалася на Всесвітній службі BBC. Продюсером програми виступив Дірк Меггс, режисером — Меріон Нанкерроу, з Ніколасом Фарреллом у ролі Пола Шелдона та Міріам Марголіс у ролі Енні Вілкс. Пізніше програма була випущена на компакт-диску BBC.

## Переклад українською
Вперше переклад українською з'явився у 2016 році у видавництві КСД у перекладі Анастасії Рогози.